# Jewgienij Romanow
Jewgienij Anatoljewicz Romanow, ros. Евгений Анатольевич Романов (ur. 2 listopada 1988 w Królewcu) – rosyjski szachista, arcymistrz od 2007 roku. Od 2022 roku reprezentant Norwegii.

## Kariera szachowa
Wielokrotnie reprezentował Rosję na mistrzostwach świata i Europy juniorów w różnych kategoriach wiekowych, trzykrotnie zdobywając tytuły mistrzowskie (1998, Oropesa del Mar – MŚ do 10 lat; 2000, Kallithea – ME do 12 lat oraz 2002, Peñiscola – ME do 14 lat). W 2004 r. zwyciężył w międzynarodowym turnieju w Sierpuchowie, wypełniając pierwszą normę arcymistrzowską. W 2007 r. osiągnął następne sukcesy: wypełnił dwie kolejne normy, w Czelabińsku (memoriał Siergieja Archipowa, dz. II m. za Aleksiejem Bezgodowem, wspólnie z Aleksandrem Riazancewem) oraz w półfinale indywidualnych mistrzostw Rosji w Krasnojarsku, zajął również II m. (za Aleksandrem Rachmanowem) w Dubnej. W 2009 r. zwyciężył w kołowym turnieju w Apoldzie oraz podzielił I m. w Harkanach (wspólnie z Cao Sangiem i Konstantinem Czernyszowem). W 2013 r. zdobył w Legnicy brązowy medal indywidualnych mistrzostw Europy.
Najwyższy ranking w dotychczasowej karierze osiągnął 1 czerwca 2013 r., z wynikiem 2662 punktów zajmował wówczas 81. miejsce na światowej liście FIDE, jednocześnie zajmując 20. miejsce wśród rosyjskich szachistów.